# Autoroute A2 (Algérie)
Pour les articles homonymes, voir Autoroute A2 et Autoroute de l'Est.
 (février 2016).
L'Autoroute A2 (appelée également Autoroute de l'Est) est une autoroute qui permet de relier Birtouta dans la Wilaya d'Alger, à l'est du pays jusqu'à la ville de Aïn El Assel dans la Wilaya d'El Tarf à la frontière tunisienne.
Si elle prend fin aux frontières tunisienne, comme partie intégrante du projet d'autoroute transmaghrébine, elle permettrait surtout de raccourcir le temps de trajet entre la capitale et la 3e ville du pays, Constantine.

## Histoire
- La première portion a été la construction de l'axe Alger - Blida à la fin des années 1980, sur 32 km.

## Chronologie du tracé
- 1990 : Autoroute Alger – Blida de 32 km

## Sorties
- n°1 : El Kala N44
- n°2 : El Tarf N82
- n°3 Lac des Oiseaux N44
- n°4 : Dréan N16 et P23  (Autoroute Annaba-Tébessa) (en projet)
- Aire de service de Hippone (dans les deux sens)
- n°5 : Ain Berda N21  et P22  Pénétrante d'Annaba (en construction)
- Aire de repos De bekkouch (dans les deux sens)
- n°6 : Ain Charchar N44
- Aire de service de Ruskida (dans les deux sens)
- n°7 : El Ghedir / Skikda N44AC et N3AB
- n°8 : El Harrouch / Skikda W33 et P21  Pénétrante de Skikda (en construction)
- Aire de service de Bougaroun (dans les deux sens)
- n°9 : Didouch Mourad
- n°10 : Constantine-Est (El Meridj)  W133
- n°11 : Constantine-Sud-Est (Sissaoui) / El Khroub N3
- n°12 : Constantine-Sud (aéroport)  N79
- n°12 bis : Ali Mendjeli
- n°13 : Constantine-Ouest / Ain Smara N5
- Aire de service de Anane Derradji (dans les deux sens)
- n°14 : Oued Athmania (Mila) N5
- Aire de service de Milev (dans les deux sens)
- n°15 : Chelghoum Laid / Tadjenanet N5 et P20  Pénétrante de Batna (en construction)
- n°16 : El Eulma N77 et P18  Pénétrante de Djen-Djen (en construction)
- Aire de repos d'El Eulma (en travaux) (dans les deux sens)
- n°17 : Sétif-Est (El Hassi) N5
- n°18 : Sétif-Sud N28 et P19  Pénétrante de Magra (projet)
- n°19 : Ain Arnat (aéroport de Sétif) W140
- Aire de service des Babors (dans les deux sens)
- Aire de repos Ain Taghrout (dans les deux sens)
- n°20 : Ain Taghrout / Ras El Oued N103
- Aire de service du lac de Ain Zada (dans les deux sens)
- n°21 : Bordj Bou Arreridj-Est N5
- n°22 : El Achir / Bordj Bou Arreridj-Ouest N5 et 4e Rocade d'Alger (en construction)
- Aire de repos Zenouna (dans les deux sens)
- n°23 : Hammam El Biban N5
- Aire de service Hammam El Biban (dans les deux sens)
- n°24 :  Échangeur entre A2 et A20(ex-P16 )
- n°25 : El Adjiba / Bejaia N5
- Aire de service Bechloul (dans les deux sens)
- n°26 : Bouira-Est N5 et Rocade de Bouira
- n°27 Bouira Sud N5 et W127
- n°28 : Bouira-Ouest N18 et P17 (Autoroute Bouira-Bir Ghbalou) (projet)
- n°29 : Djebahia N25 et P15  Pénétrante de Tizi Ouzou (en construction)
- n°30 : Lakhdaria-Est N5
- Aire de service Lakhdaria Nord (sens Vers Alger Uniquement)
- n°31 :  Échangeur entre  A2  et  N5 - Lakhdaria-Ouest
- Aire de service Lakhdaria Sud (sens Vers Constantine Uniquement)
- n°32 : Khemis El Khechna N29A
- n°33  :  Échangeur entre  A2 et  A102
- n°34  :  Échangeur entre  A2  et  2e Rocade d'Alger
- n°35 : Hammadi W18
- n°36 : Meftah N29 et W118
- Aire de service Sidi El kbir (dans les deux sens)
- n°37 : Les Eucalyptus / Larbaa N61 et W59
- n°38  : Baraki / Sidi Moussa N8
- n°39  :  Échangeur entre   A2 et A100
- n°40  :  Échangeur entre   A2 et A1

## Lieux sensibles
Une pente dangereuse, surtout par une météo défavorable, existe en direction d'Alger, à la sortie du tunnel de Djebahia dans la wilaya de Bouira. La pente est longue de 7km,. 